# Bathmocercus cerviniventris
Bathmocercus cerviniventris là một loài chim trong họ Cisticolidae.